# Zlatý standard

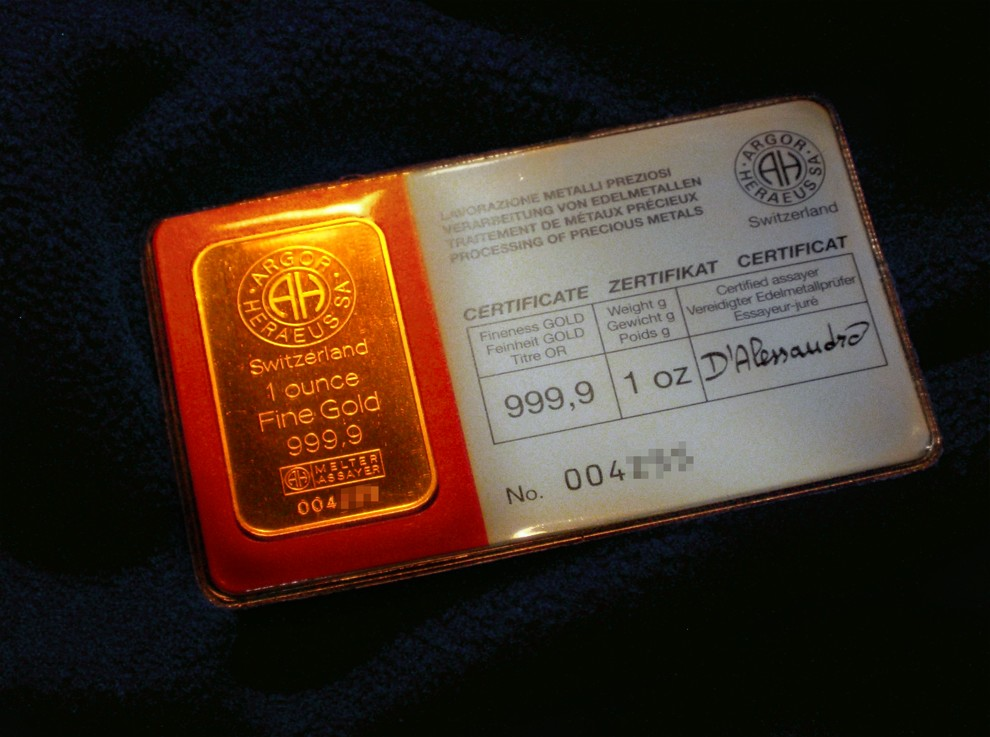
Troyská unce investičního zlata včetně certifikátu

Zlatý standard (angl. gold standard) je způsob vyjádření hodnoty měny v měnovém systému, kde standardním ekonomickým měřítkem je zlato. Hodnota měny, která je používána jako jednotka zúčtování, je odvozována od definovaného množství zlata.

## Charakteristika
Při používání zlatého standardu je měna tvořena buď mincemi raženými z přesně definovaného množství zlata, nebo takovými bankovkami, u kterých se emitent zaručuje splatit jejich hodnotu zlatem. Zlatý standard je chápán jako princip krytí vydávané měny – nemá přímou souvislost s tím, kdo je vydavatelem této měny (stát, soukromý subjekt, …) nebo zdali měnu dodržující tento princip doplňují zákony upravující její použití (jako je to u peněz s nuceným oběhem).
Zlatý standard může být buď interní, při kterém tuzemští držitelé bankovek mohou požadovat splacení ve zlatě, nebo mezinárodní, kdy o tuto výměnu může žádat omezený počet subjektů např. centrální banky. Měny, které jsou kryté fixním množstvím zlata, mají mezi sebou pevný směnný kurz. Cílem zlatého standardu je předcházet inflačnímu zvyšování peněz v oběhu. Užívány byly obě formy zlatého standardu, jak interní, tak mezinárodní. Měny zlatého standardu byly často používány jako peněžní jednotky, vůči kterým byly porovnávány méně stabilní měny.
- Výhodou zlatého standardu je dlouhodobá cenová stabilita (nemožnost hyperinflace) a fixní směnné kurzy (stabilizuje mezinárodní obchod).[zdroj?]
- Nevýhodou zlatého standardu je jeho výhodnost pro státy těžící zlato.[zdroj?] Ekonomové[kdo?] se dále domnívají, že brání ekonomickému růstu a způsobuje recese.[zdroj?] Dále že pak deflace trestá dlužníky a cenová hladina je krátkodobě volatilní.[zdroj?]

Podobné charakteristiky jako zlatý standard (nezávislost na vládě, deflaci) mají i některé kryptoměny, například Bitcoin.

## Současnost
V současném hlavním proudu ekonomických učení je zlatý standard považován za nevhodný, protože je spojován s kolapsem světové ekonomiky na konci 20. let 20. století[zdroj?] a agregátní cenová hladina je lépe řízena prostředky úrokových sazeb, dodávek peněz a řízení měnové báze.[zdroj?] Faktem však zůstává, že k největší depresi v historii došlo až poté, co vznikla americká centrální banka, Fed, a čistý zlatý standard byl de facto opuštěn.
I když se zlatý standard v současné době neužívá, má své zastánce. Patří mezi ně především ekonomové rakouské školy. Libertariáni požadují obnovení zlatého standardu a tvrdí, že zlato a zlatý standard zabraňuje inflaci, neboť neumožňuje dávat do oběhu neomezené množství peněz, což vytváří pevný teoretický základ pro měnový systém. Jedním z prominentních podporovatelů zlatého standardů byl i kandidát na křeslo amerického prezidenta Ron Paul, který o zlatém standardu a americké měnové historii napsal knihu The Case for Gold: a Minority Report of the U.S. Gold Commission.

## Historie

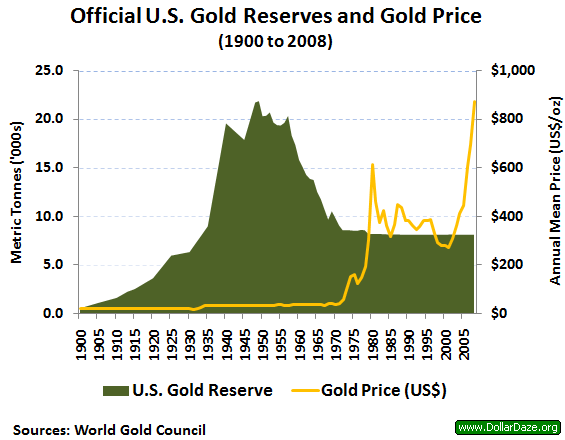
Oficiální rezervy zlata v USA (zeleně). Roku 1950 držely USA dvě třetiny světového zlata.

Existují různé měnové systémy, které bývají označovány jako „zlatý standard“, přičemž nejznámější je „klasický zlatý standard“ z let 1871–1914. Hodnota jednotlivých měn byla pevně navázána na zlato (například americký dolar byl definován jako 1/20 unce zlata), a toto navázání znemožňovalo vydávat nové ničím nekryté peníze. Enormní válečné výdaje během první světové války vedly válčící strany k opuštění zlata a inflaci, protože inflace je svého druhu zdanění, na rozdíl od skutečných daní však jej není třeba veřejně vyhlašovat a lze jej provádět i bez vědomého souhlasu veřejnosti. Všechny významné měny se tak znehodnocovaly, dolar o něco méně, neboť Spojené státy vstoupily do války později. Po skončení první světové války se už ani jedna ze stran k původnímu standardu nevrátila, v meziválečném období byl podniknut experiment s takzvaným standardem zlatého slitku. Meziválečné období bylo charakterizováno měnových chaosem, který přinášel inflaci, regulace, cla, kvóty a problémy mezinárodního obchodu. Ministr zahraničních věcí Spojených států amerických Cordell Hull dokonce spatřoval v hospodářských konfliktech po opuštění zlatého standardu příčinu druhé světové války.
Ve Spojených státech byl zlatý standard zrušen za úřadu prezidenta Franklina D. Roosevelta ke konci roku 1933 – dvacet let po zavedení Federálního rezervního systému, v době, kdy vrcholila velká hospodářská krize a nezaměstnanost ve Spojených státech přesahovala 28 %. Již 5. dubna toho roku Roosevelt vydal exekutivní nařízení č. 6102, které každému obyvateli USA nařizovalo odevzdat veškeré zlato pod pokutou až 10 000 dolarů, 10 let vězení, nebo obojí.
Po druhé světové válce vítězné mocnosti ustavily Brettonwoodský měnový systém, který fungoval v letech 1945–1971. Jeho podstatou bylo napojení amerického dolaru na zlato a všech ostatních měn na dolar. Dolar sám byl fixován jako 1/35 unce zlata. Směňovat dolary za zlato ovšem směly pouze vlády, nikoliv občané. Sovětský svaz přestal rubl na dolar vázat již roku 1950. Československá měnová reforma roku 1953 pak byla spojena s navázáním koruny na rubl. Vlády Spojených států však postupně produkovaly více papírových peněz, než by odpovídalo tomuto kurzu. Ostatní země, zvláště Francie, na to reagovaly požadavky na směnu dolarů za kov, což znamenalo, že USA o své měnové zlato přicházely. Vzhledem k tomu, že Spojené státy americké měly po druhé světové válce značné zásoby zlata, se držel systém poměrně dlouho, ale koncem 60. let se začal rozpadat. Spojené státy na to v březnu 1968 reagovaly úpravou, podle které mělo být americké měnové zlato obchodováno zcela odděleně (stále za cenu 35 dolarů za unci) od zlata na světových trzích. Ostatní vlády se zavázaly neprodávat ani nenakupovat toto zlato jinde. Tím, že Spojené státy přestaly držet světovou cenu zlata na 35 dolarech za unci, došlo k jejímu prudkému vzrůstu. Například na začátku roku 1973 byla cena zlata 125 dolarů za unci. Konečně prezident Nixon rozhodl o definitivním opuštění zlaté kotvy v roce 1971. Od toho okamžiku zlato ztratilo téměř veškeré své někdejší použití jako prostředek směny.
Nástupcem Brettonwoodského systému byla Smithsoniánská dohoda, podepsaná v prosinci 1971. Americký prezident Nixon ji nazval "Největší měnovou dohodou v dějinách lidstva". Dohoda zafixovala kurzy mnohých evropských měn vůči dolaru (kurzy byly podhodnocené). Spojené státy navíc devalvovaly oficiální kurz dolaru na 1/38 unce zlata. Pokračující inflace v USA ale vedla k tomu, že bylo stále obtížnější udržet stávající nadhodnocený kurz dolaru, a již v březnu 1973 se smithsoniánský systém zhroutil.

## Návrat ke zlatu
Obnovení užívání zlata jako měnového kovu se potýká s řadou problémů. Ekonomie hlavního proudu považuje takový návrat za neproveditelný, nicméně má mnoho stoupenců zejména z řad přívrženců Rakouské školy. Typickým argumentem proti návratu zlata je tvrzení, že jej není dost, aby mohlo plnit měnové účely, což však odporuje kvantitativní teorii peněz, která tvrdí, že cenová hladina se přizpůsobí množství komodity používané jako univerzální prostředek směny.
Jedním z pravděpodobně nejvhodnějších scénářů by bylo zrušení legislativy označující současné peníze za zákonné platidlo. Dalším krokem by bylo zpětné převedení zásob zlata, kterými disponuje centrální banka, do formy mincí denominovaných podle hmotností a jejich prodej za tržní ceny libovolným zájemcům. Tato dvě opatření by zcela postačovala, aby lidé mohli podle svého uvážení dále používat peníze, zlato, anebo dokonce i jiné komodity; mezi jednotlivými měnami by se tedy ustavila volná soutěž. Díky tomu, že kurz mezi zlatými mincemi denominovanými v hmotnostech a jakýmikoliv jinými penězi by byl zcela volně určován na trhu, mohla by hodnota zlata podle potřeby růst vzhůru, jak by se rozšiřovalo jeho využívání.
Další výhodou tohoto scénáře je skutečnost, že výsledek jím není nijak předjímán. Zlato, alespoň podle přesvědčení svých zastánců, může být mnohem kvalitnějšími penězi než ty emitované státem, nicméně konečné rozhodnutí by vynesl trh sám, lidé by se ke zlatu vrátili či nikoliv.